# Colonia del Transvaal
La Colonia del Transvaal è stata una colonia della corona britannica istituita nel 1902 e confluita nel 1910 nell'Unione Sudafricana.